# Jemen Północny

Flaga Królestwa Jemenu

Jemen Północny – termin używany do oznaczenia zarówno Jemeńskiej Republiki Arabskiej (1962–1990) jak i jej poprzednika - Królestwa Jemenu (1918–1962), sprawującego zwierzchnictwo nad terytorium, które dzisiaj jest zachodnią częścią Jemenu w południowej Arabii.